# Collidosuchus
Collidosuchus là một chi động vật lưỡng cư Temnospondyli tuyệt chủng thuộc về họ Archegosauridae.